# Gueorgui Andonov
Gueorgui Andonov (en búlgaro: Георги Андонов; Sofía, 28 de agosto de 1983) es un deportista búlgaro que compitió en boxeo. Ganó una medalla de bronce en el Campeonato Europeo de Boxeo Aficionado de 2011, en el peso minimosca.
En diciembre de 2016 disputó su primera pelea como profesional. En su carrera profesional tuvo en total 26 combates, con un registro de 6 victorias y 20 derrota.

## Palmarés internacional
| Campeonato Europeo | Campeonato Europeo | Campeonato Europeo | Campeonato Europeo |
| Año                | Lugar              | Medalla            | Categoría          |
| ------------------ | ------------------ | ------------------ | ------------------ |
| 2011               | Ankara (Turquía)   | Medalla de bronce  | 49 kg              |